# Чаев, Николай Сергеевич
Николай Сергеевич Чаев (20 июня 1897 — 27 февраля 1942) — историк, кандидат исторических наук, профессор.

## Биография
Николай Сергеевич Чаев родился в 1897 году. После того, как окончил военную службу, работал на 1-й Государственной электростанции до 1919 года. В 1924 году окончил Ленинградский государственный университет и начал работать в Ленинградском отделении Центрального исторического архива архивариусом. В 1927 году стал научным сотрудником I разряда в историко-археографической комиссии Академии наук Союза Советских Социалистических Республик. В 1935 году защитил кандидатскую диссертацию. В 1937 году получил учёную степень кандидата исторических наук.
Николай Сергеевич Чаев умер от голода в 1942 году.

## Основные работы
- «Северные грамоты XV в.» (1929);
- «К вопросу о подделках исторических документов в XIX в.» (1933);
- «Ядринские акты как источник по истории чувашей» (1933);
- «Булавинское восстание (1707—1708)» (1934);
- «Из истории крестьянской борьбы за землю в вотчинах Антониева-Сийского монастыря в XVII в.» (1936);
- «Из истории вотчинной политики крупного духовного феодала Поморья в XVII в. [Антониево-Сийского монастыря]» (1941).